# Езерен рак
Езерният рак (Astacus leptodactylus) е сладководен вид с широко разпространение в Европа. Известен е в България под няколко имена: дългопръст, тънкопръст или дългонос рак.

## Биологични особености
Окраската на езерния рак варира в различни оттенъци на зеления цвят в зависимост от местообитанието и възрастта. Обитава най-разнообразни водоеми с бавнотечащи или застояли води. Среща се както в реки, така и в блата, езера и язовири. Характерна особеност за вида е неговата екологична пластичност, сиреч способността му да се приспособява към различни условия на живот. Температурните граници, в които езерният рак расте и се развива са твърде широки, поради което той се счита за евритермен. Преобладава становището, че най-подходящи за него са температура в рамките на 20 – 25 °C и нива на кислорода около 5 – 6 mg/l. Важно значение за него имат различните укрития (дупки, коренища, камъни и други подводни предмети), като при липса на такива изкопава дупки с дълбочина над 20 cm, в които се крие. Укритията са от изключително значение и те служат за убежища от различни врагове, особено по време на линеенето. Езерният рак се храни както с растителна храна (растения и растителен детрит), така и с животинска.
Определянето на пола е лесно поради изразения полов диморфизъм. Половата зрелост настъпва на втората или третата година в зависимост от местообитанието. Размножителният период е много дълъг и продължава 6 – 7 месеца (от октомври до май). Оплождането е външно, като хайверът се прикрепва към плеоподите (под коремчето) на женските, където се съхранява до излюпване на личинките.
Един от най-интересните процеси при раците е тяхното нарастване и свързаното с него линеене – събличане на твърдата хитинова обвивка. Преди самия акт на събличане в организма им протичат сложни физиологични процеси, при които крайният резултат е нарастването на мускулната маса и образуването на нова хитинова обвивка. След второто линеене малките рачета напълно приличат на възрастните и стават самостоятелни.
През целия си жизнен цикъл раците линеят многократно. Броят на линеенията през първото лято е 7 – 8, а след това намалява с всяко следващо лято. Предполага се, че продължителността на живота им е 25 години.

## Стопанско значение
Видът е с широко разпространение в България и с голям потенциал като стопански обект. Езерният рак притежава месо с превъзходни вкусови и диетични качества, което е високо ценено в други страни по света. Относителното му количество в тялото варира в различна степен и зависи от много фактори, между които най-голямо значение имат полът, сезонът и възрастта. При езерния рак месото от щипките и коремчето заема от 13,22 % до 21,87 % от теглото на индивидите.